# Invisible Sun
«Invisible Sun» es un sencillo de la banda de rock The Police, lanzado en 1981. La canción trata sobre las tensiones en Irlanda del Norte.
Fue el primer sencillo lanzado en el Reino Unido del disco Ghost in the Machine, alcanzando la posición número 2 en las listas. En los demás territorios, "Every Little Thing She Does Is Magic" fue el primer sencillo del LP.
Sting colaboró con Aswad en una versión reggae de esta canción para la banda sonora de The X-Files: Fight the Future en 1998.

## Músicos
- Sting - Bajo fretless, teclado, voz principal y coros.
- Andy Summers - Guitarras, coro y efectos.
- Stewart Copeland - Batería

## Lista de canciones

### 7": A&M / AMS 8164 (RU)
1. «Invisible Sun» - 3:35
2. «Shambelle» - 5:42

### 7": A&M / AMS 8164 (NL)
1. «Invisible Sun» - 3:35
2. «Flexible Strategies» - 3:42